# Spock's Brain
Spock's Brain is de eerste aflevering van het derde seizoen van De oorspronkelijke serie van Star Trek. Deze werd voor het eerst uitgezonden op 20 september 1968 op de Amerikaanse televisiezender NBC.

## Synopsis
De bemanning van de USS Enterprise ziet een vreemd schip op hen af komen. Opeens teleporteert een vreemde vrouw zichzelf aan boord en brengt de bemanning in slaap. Als iedereen weer wakker wordt, blijken de hersenen van Spock gestolen te zijn.
De Enterprise zet de achtervolging in en komt aan op een planeet die zich in een ijstijd bevindt en waar de mannen bovengronds in een prehistorische samenleving leven en de vrouwen in luxe ondergronds. De mannen zijn doodsbang voor de vrouwen. Wanneer Kirk, Scotty, Dr. McCoy en de hersenloze Spock (die nu met een afstandsbediening bestuurd moet worden) afdalen in het ondergrondse complex worden ze gevangengenomen. Het blijkt dat de vrouwen het intelligente brein van Spock nodig hadden om alle machines van hun ondergrondse ruimte te besturen en eens in de zoveel tijd moet dit brein vervangen worden. Ook houden ze er mannelijke slaven op na. De vrouwen kunnen de mannen en de bemanning van de Enterprise hun wil opleggen doordat ze hen pijngordels om hebben gedaan waarmee ze hen op afstand kunnen martelen. Deze vrouwen blijken verder het verstand van kinderen te hebben en kunnen alleen af en toe tijdelijk intelligente daden doen als ze d.m.v. een leermachine de benodigde kennis tijdelijk opgedaan hebben.
Kirk, Scotty en McCoy weten met behulp van Spock, die immuun is voor de pijngordel, de vrouwen te verslaan. Met behulp van de leermachine weet McCoy de hersenen weer terug te plaatsen in het hoofd van Spock. Hierna legt Spock uit dat hij geleerd heeft hoe de situatie op deze planeet ontstaan is. Ooit was het een technologisch hoogstaande beschaving. Totdat een ijstijd ontstond en om te overleven een ondergronds complex werd gebouwd voor de vrouwen. De mannen bleven bovengronds en na verloop van tijd ontstond een schisma tussen de geslachten. McCoy zegt dat hij Spock's mond beter niet had kunnen aansluiten op zijn zenuwstelsel aangezien ze nu weer naar zijn betweterige praatjes moeten luisteren.
Nu de centrale computer geen brein meer heeft, zal het complex niet meer leefbaar zijn. De vrouwen moeten nu bovengronds in vrede leren leven met de mannen.

## Trivia
- De aflevering werd slecht beoordeeld. Zowel de acteurs als het publiek was het erover eens dat dit de slechtste aflevering tot dan toe was. NBC dat het budget voor het derde seizoen verlaagd had werd als schuldige gezien. Leonard Nimoy gaf aan dat hij zich regelmatig geschaamd had tijdens de opnamen.